# RIVA TNT2
RIVA TNT2 foi um acelerador gráfico 3D fabricado pela nVidia a partir de 1999. Seu codinome é "NV5", indicando ser o quinto projeto de processador gráfico da nVidia, sucedendo ao processador RIVA TNT (NV4).

## Desenvolvimento
O núcleo da RIVA TNT2 é muito semelhante ao de sua predecessora RIVA TNT, com atualizações que incluem suporte ao padrào AGP 4x, até 32MB de memória RAM e um processo de fabricação mais avançado (reduzido de 350 para 250 nanômetros). Graças a esse processo de fabricação, a RIVA TNT2 atinge velocidades de processamento superiores (150 MHz frente a 90 MHz da antecessora), de onde obtém sua melhoria de desempenho.
Além disso, a TNT2 conta com todos os recursos apresentados pela TNT, como suporte a modo de cores Truecolor em modo 3D e suporte a texturas maiores. Os principais concorrentes da RIVA TNT2 eram Voodoo3 da 3Dfx, G400 da Matrox e Rage 128 da ATi.

## Versões
Uma versão de baixo custo conhecida como TNT2 M64 foi lançada mais tarde com uma redução no barramento de memória de 128-bit para 64-bit, algumas vezes renomeada para "Vanta", marca originalmente usada para designar produtos baseados na RIVA TNT. Este chipset possuía desempenho superior ao da RIVA TNT com um custo de fabricação menor e se tornou muito popular entre os OEMs e em países em desenvolvimento como o Brasil.
A Falcon Northwest, fabricante estadunidense de PCs para jogos e a Guillemot, fabricante européia de placas para computador, cooperaram para a criação da Falcon Northwest Special Edition Maxi Gamer Xentor 32, uma placa TNT2 Ultra desenvolvida para operar a freqüências de processamento bem acima das especificações originais da nVidia (193 MHz no processador e 235 MHz as memórias), utilizando módulos de memória com latência mais baixas.
A família TNT2 seria substituída no ano 2000 pelo modelo GeForce 256, apesar disso, processadores TNT2 foram fabricados até o ano seguinte e foram vendidos até muito mais tarde.